# Strade del Regno di Napoli
La rete viaria del Regno di Napoli era costituita da una serie di strade, classificabili in base al periodo di realizzazione.

## Strade romane
Queste strade, realizzate in varie fasi durante l'epoca romana, subirono varie sorti. Alcune, infatti, caddero in disuso durante la tarda antichità e il medioevo, altre, invece, vennero utilizzate (nella loro interezza o per brevi tragitti) fino in epoca moderna.
| Strada                  | Anno di realizzazione     | Lunghezza approssimativa | Itinerario                             | Principali centri attraversati                                  | Strade moderne sovrapposte            |
| ----------------------- | ------------------------- | ------------------------ | -------------------------------------- | --------------------------------------------------------------- | ------------------------------------- |
| Via Appia               | 312 a.C.-dopo il 244 a.C. | 360 miglia               | Roma* - Brindisi                       | Fondi, Formia, Santa Maria Capua Vetere, Benevento, Taranto     | Strada statale 7 Via Appia            |
| Via Cecilia             | metà del II sec. a.C.     | 150 miglia               | Monteleone Sabino* - Giulianova        | percorso incerto                                                | caduta in disuso                      |
| Via Aemilia             | 126 a.C.                  |                          | Forum Aemilii* - (destinazione ignota) | Aequum Tuticum, Vescellium                                      | caduta in disuso                      |
| Via Minucia             | 110 a.C.                  |                          | Benevento - Brindisi                   | Aequum Tuticum, Herdonia, Canusium, Butuntum, Egnatia           | sostituita dalla Via Traiana          |
| Via Traiana             | 108-110 d.C.              |                          | Benevento - Brindisi                   | Aequum Tuticum, Aecae, Herdonia, Canusium, Egnatia              | Via Francigena (in epoca medievale)   |
| Via Augusta Sallentina  |                           |                          |                                        |                                                                 |                                       |
| Via Domiziana           | 95 d.C.                   | 33 miglia                | Mondragone - Pozzuoli                  | Cuma                                                            | Strada statale 7 quater Via Domitiana |
| Via Aurelia Aeclanensis | II secolo d.C.            |                          | Aeculanum - Herdonia                   | Trivicum                                                        | Autostrada A16                        |
| Via Erculia             | III secolo d.C.           |                          | Aufidena - Grumentum                   | Aesernia, Bovianum, Saepinum, Aequum Tuticum, Venusia, Potentia | caduta in disuso                      |
| Via Popilia             |                           |                          | Capua - Reggio                         |                                                                 |                                       |

## Strade regie
Queste strade, realizzate in più fasi durante il XVIII e il XIX secolo, risposero all'esigenza di migliorare le vie di comunicazione del Regno di Napoli.
| Nome                      | Anno di realizzazione | Lunghezza approssimativa | Itinerario                 | Principali centri attraversati                                         | strade moderne sovrapposte     |
| ------------------------- | --------------------- | ------------------------ | -------------------------- | ---------------------------------------------------------------------- | ------------------------------ |
|                           | 1755                  |                          | Napoli - Caserta           |                                                                        |                                |
|                           | 1755                  |                          | Napoli - Venafro           |                                                                        |                                |
| Strada regia delle Puglie | 1755                  |                          | Napoli - Bovino            | Avellino, Ariano                                                       | Strada statale 90 delle Puglie |
|                           | 1755                  |                          | Napoli - Persano           |                                                                        |                                |
|                           | 1778 - 1792           |                          | Napoli - Terra di Lavoro   |                                                                        |                                |
|                           | 1778 - 1792           | 60 miglia                | Capua - Torre Pontificia   | Mola di Gaeta                                                          |                                |
|                           | 1778 - 1792           | 162 miglia               | Napoli - Chieti            | Venafro, Sulmona                                                       |                                |
|                           | 1778 - 1792           | 73 miglia                | Caianello - Tagliacozzo    | Sora                                                                   |                                |
|                           | 1778 - 1792           | 55 miglia                | Napoli - Campobasso        |                                                                        |                                |
|                           | 1778 - 1792           | 107 miglia               | Petrella Tifernina - Vasto |                                                                        |                                |
|                           | 1778                  | 32 miglia                | Napoli - Benevento         |                                                                        |                                |
|                           | 1778                  |                          | Ofanto - Lecce             | Bari                                                                   |                                |
| Strada regia delle Puglie | 1778                  | 234 miglia               | Napoli - Trani             | Avellino, Ariano, Bovino                                               | Strada statale 90 delle Puglie |
| Strada regia delle Puglie | 1778                  | 33 miglia                | Bovino - Foggia            |                                                                        | Strada statale 161 di Ortanova |
|                           | 1778                  | 5 miglia                 | Avellino - Venosa          |                                                                        |                                |
|                           | 1778                  | 280 miglia               | Napoli - Reggio            | Salerno, Cosenza, Mileto                                               |                                |
|                           | 1778                  | 138 miglia               | Napoli - Matera            | Potenza                                                                |                                |
|                           | 1778                  | 59 miglia                | Sala - Tursi               |                                                                        |                                |
|                           | 1795                  | 74 miglia                | Napoli - Abruzzi           | Sora, Ceprano                                                          |                                |
|                           | 1796                  | 100 miglia               | Napoli - Calabria          | Eboli, Oliveto, Valva, Laviano, Muro, Atella, Rionero, Barile, Tondina |                                |
|                           | 1820-1828             |                          | Lagonegro - Reggio         |                                                                        |                                |
|                           | 1829                  |                          | Caserta - Benevento        |                                                                        |                                |
|                           | 1829                  |                          | Maddaloni - Tufino         |                                                                        |                                |
|                           | 1829                  |                          | Torricella - Caianello     |                                                                        |                                |
|                           | 1829                  |                          | Caserta - Piedimonte       |                                                                        |                                |